# Rastrillo (arquitectura)

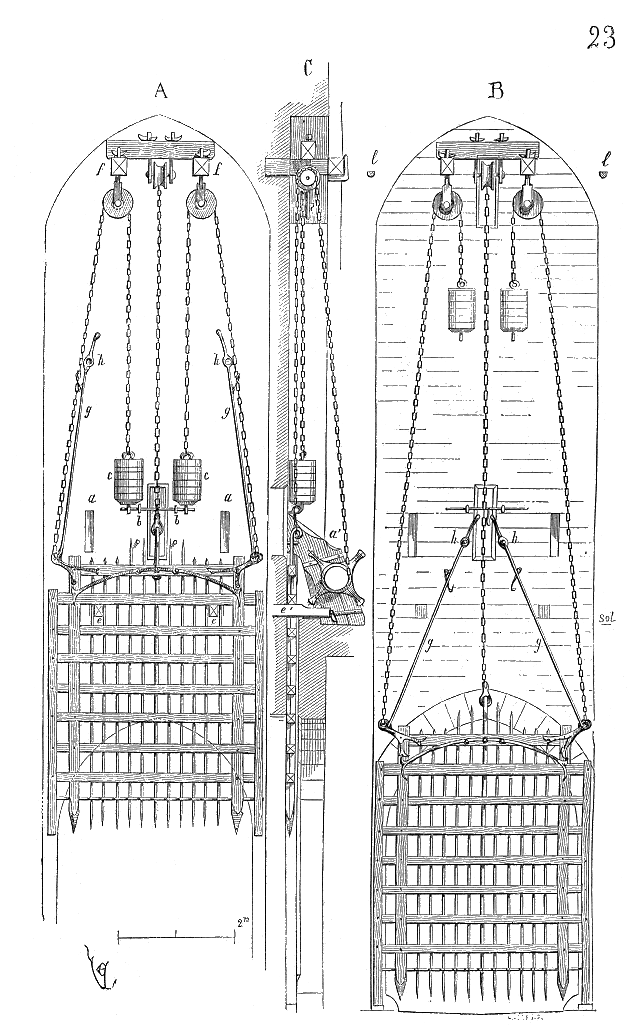
Contrapesos de un rastrillo levadizo.

El rastrillo es la puerta enrejada que cerraba habitualmente los castillos, fortalezas, alcázares y otros edificios en la Edad Media. Era una de las defensas de la puerta principal, junto al puente levadizo y la barbacana, siendo una de las últimas líneas de defensa ante ataques y asedios. 
Es una celosía de rejilla de madera, metal o una combinación de los dos, que se monta sobre ranuras verticales en las paredes del castillo y que puede ser levantada o bajada rápidamente por medio de cadenas o cuerdas unidas a cabrestantes e incluso sistemas de contrapesos.
A menudo eran dos los rastrillos en la puerta principal, el de la parte interior se cerraba primero y luego el externo, pudiendo así atrapar el enemigo y, en ocasiones, se dejaba caer madera ardiendo y pez o arena calentada al fuego sobre ellos desde agujeros en el techo. El aceite caliente, sin embargo, no se usaba comúnmente, al contrario de la creencia popular, ya que era extremadamente caro. Había a menudo aspilleras en las paredes laterales, lo que permitía a los arqueros y ballesteros eliminar al grupo de atacantes atrapado.
En Inglaterra, rastrillos que han sobrevivido en funcionamiento se encuentran en la Torre de Londres, Monk Bar en York, Amberley Castle y el castillo de Hever.